# Artur Yusúpov

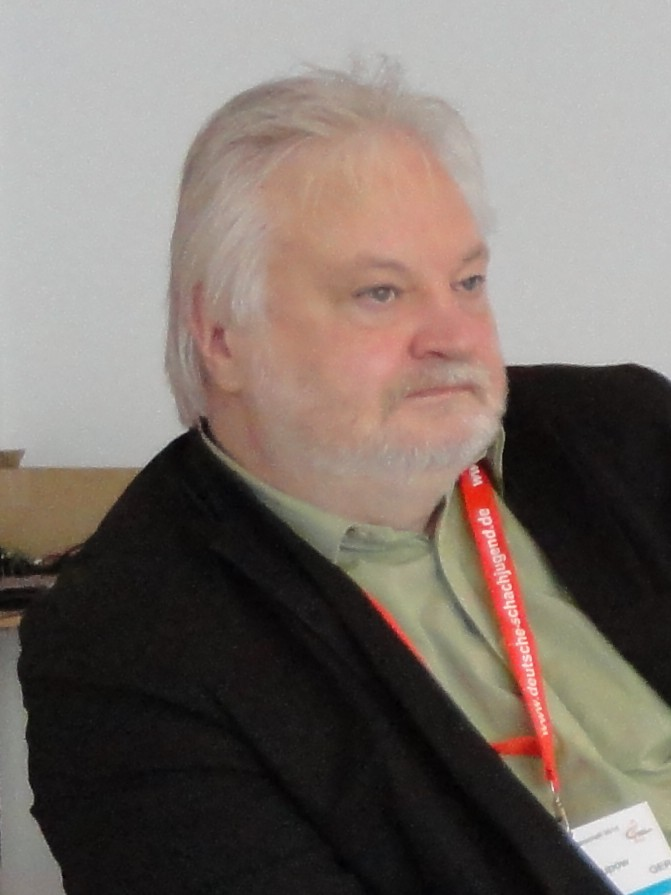
Artur Yusupov, 2015

Artur Yusúpov (1960 - ) es un jugador de ajedrez alemán de origen ruso. Fue campeón del mundo junior en el año de 1977, y un candidato para el título mundial en tres ocasiones, sin éxito. Ganó múltiples competiciones por equipos con la URSS, y es considerado uno de los mejores jugadores de la década de los ochenta. En 1987 ocupaba el tercer lugar en el ranking mundial de ajedrez.
El estilo de Yusupov está inspirado en las enseñanzas del jugador ruso Dvoretski. En el año de 1986 llegó a la semifinal del torneo de candidatos, pero a pesar de llevar dos puntos de ventaja, perdió súbitamente 3 partidas contra Andrei Sokolov, y quedó eliminado.
Clasificó para el ciclo siguiente (1987-1990), derrotando a jugadores como Ehlvest y Spraggett (decepcionando en cierto modo, pues ganó con una ventaja mínima). Se enfrentó con Kárpov, a pesar de todos los pronósticos en su contra, puso en aprietos a Kárpov, quien finalmente se impuso por 4,5-3,5.
Tras la desaparición de la URSS, y con el aumento de la criminalidad, su carrera se vio amenazada en 1990, cuando Yusúpov iba camino a su casa, recibió un impacto de bala en su vientre, propinado por unos bandidos. Tardó varios meses en recuperarse de la herida.
Yusúpov clasificó nuevamente para el ciclo 1991-1993, donde venció en octavos de final a su compañero Dolmatov, y en cuartos de final a la estrella ucraniana Ivanchuk. Sin embargo, fue derrotado en la semifinal a manos del holandés Timman, quien también lo había derrotado en las semifinales del encuentro de Candidatos de 1986. En 1994 perdió en la primera ronda de los encuentros de los Candidatos frente al indio Anand, y posteriormente se convirtió en su auxiliar.
Las aperturas que Yusúpov practica son principalmente cerradas, y con las negras, juega la Defensa francesa, la Española abierta, la Petrov y el Gambito de dama.
El juego de Yusúpov se ve claramente influenciado por Botvínnik, David Bronstein y Kotov. Ha publicado algunos tratados sobre la actualidad del ajedrez, y ha ayudado a formar, junto con su entrenador (Dvoretsky) varios jugadores de alto nivel.
En la lista de enero de 2010 tenía 2573 puntos de ELO.